# Segunda epístola a los tesalonicenses

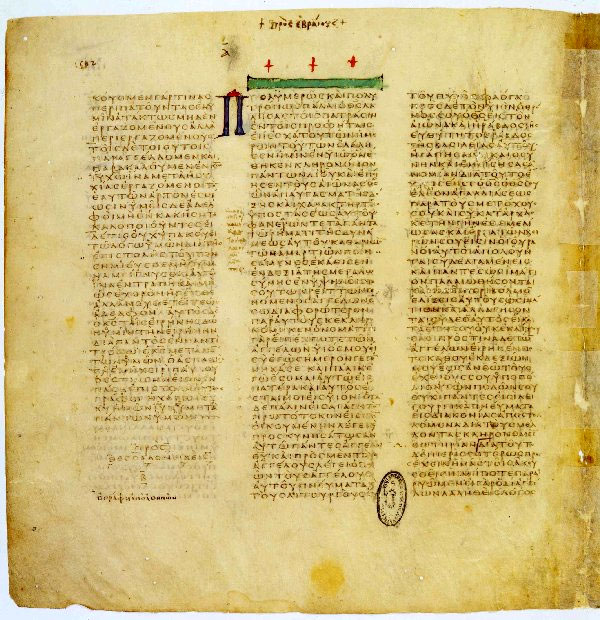
Segunda Epístola a los Tesalonicenses.

La Segunda Epístola a los Tesalonicenses, también conocida como Segunda Carta a los Tesalonicenses, es uno de los libros del Nuevo Testamento, de la Biblia Cristiana. Es tradicionalmente atribuida a Pablo, Apóstol de los Gentiles, aunque el profesor Antonio Piñero, en su libro "Los apocalipsis", indica que los especialistas están divididos casi al 50 % respecto a si es una epístola auténticamente paulina.
La Segunda Epístola a los Tesalonicenses fue, según la tradición cristiana, escrita en Corinto, Grecia, no muchos meses después que la Primera. Aparentemente la Primera Carta fue malentendida, especialmente respecto a la Segunda Venida de Cristo (Parusía). Los Cristianos de Tesalónica se hicieron la idea que Pablo había mencionado que "el día de Cristo" se venía con prontitud, que su venida estaba a punto de ocurrir. Este error es corregido en 2Ts 2:1-12.
Los eruditos que apoyan su autenticidad consideran que fue escrita alrededor del año 51-52 d. C., poco después de la Primera Epístola. Los que lo ven como una composición posterior asignan una fecha de alrededor de 80-115 d. C.
El texto original fue escrito en griego koiné.

## Composición
La autenticidad de esta epístola sigue siendo objeto de amplia controversia. Como explica el problema el profesor Ernest Best, estudioso del Nuevo Testamento

[S]i sólo tuviéramos Segunda de Tesalonicenses pocos eruditos dudarían de que Pablo la escribió; pero cuando Segunda de Tesalonicenses se pone junto a Primera de Tesalonicenses entonces aparecen las dudas. Hay una gran disimilitud entre ambas; no se trata sólo de palabras, pequeñas frases y conceptos, sino que se extiende a la estructura total de las dos cartas, que además es diferente de lo que se considera la forma paulina estándar. Al mismo tiempo, se afirma que la segunda carta tiene un tono menos íntimo y personal que la primera, y que en algunas de sus enseñanzas, sobre todo en relación con la escatología, entra en conflicto con la primera.
Ernest Best, La primera y segunda epístolas a los tesalonicenses : 37 

Las estructuras de las dos cartas (a las que se refiere Best) incluyen saludos de apertura (1 Tesalonicenses 1:1a, 2 Tesalonicenses 1:1-2) y bendiciones de cierre (1 Tesalonicenses 5:28, 2 Tesalonicenses 3:16d-18) que enmarcan dos secciones (AA') que se equilibran. En 2 Tesalonicenses, éstas comienzan con sucesiones similares de nueve palabras griegas, en 1:3 y 2:13. La propia sección de la letra inicial (1:3-2:12) comprende dos mitades, 1:3-12 (donde la pieza introductoria, A, es 1:3-5; el primer desarrollo, B, es 1:6-10; y el desarrollo paralelo y concluyente, B', es 1:11-12) y 2:1-12 (con piezas: A 2:1-4, B 2:5-7, B' 2:8-12).
La segunda sección epistolar, de equilibrio (2:13-3:16c), también comprende dos mitades: 2:13-3:5 (con piezas: A 2:13-14, B 2:15-17, B' 3:1-5) y 3:6-16c (con piezas: A 3:6-9, B 3:10-12, B' 3:13-16c). De las doce piezas de 2 Tesalonicenses, siete comienzan con introducciones de «hermanos». De las dieciocho piezas en 1 Tesalonicenses, catorce comienzan con introducciones de 'hermano'. En ambas cartas, las secciones se equilibran en tamaño y enfoque, y en muchos detalles. En 2 Tesalonicenses, en 2:5 y 3:10, por ejemplo, hay un equilibrio estructural en el uso de «cuando estaba con vosotros...» y «cuando estábamos con vosotros...».

### Apoyo a la autenticidad
Una prueba de la autenticidad de la epístola es que fue incluida en El canon de Marción y en el Fragmento muratoriano. También fue mencionada por su nombre por Ireneo, y citada por Ignacio, Justín, y Policarpo.: 593 
G. Milligan sostenía que una iglesia que poseyera una carta auténtica de Pablo difícilmente aceptaría una falsa dirigida a ellos.: vi, ix, 448  Colin Nicholl, que ha presentado un argumento sustancial a favor de la autenticidad de la Segunda de Tesalonicenses, apoyó también este argumento.  Señala que «el punto de vista pseudónimo es [...] más vulnerable de lo que la mayoría de sus defensores conceden. [...] La falta de consenso en cuanto a una fecha y un destino [... ] refleja un dilema para esta posición: por un lado, la fecha tiene que ser lo suficientemente temprana para que la carta haya sido aceptada como paulina [... ] [por otra parte, la fecha y el destino tienen que ser tales que el autor pudiera estar seguro de que ningún contemporáneo de 1 Tesalonicenses  [...] podría haber expuesto 2 Tesalonicenses como una [...] falsificación.": 5–6 
Otro erudito que defiende la autenticidad de esta carta es Jerome Murphy-O'Connor. Admitiendo que existen problemas estilísticos entre 2 Tesalonicenses y 1 Tesalonicenses, argumenta que parte del problema se debe a la naturaleza compuesta de 2 Tesalonicenses. Murphy-O'Connor, junto con muchos otros estudiosos, sostiene que el texto actual de 2 Tesalonicenses es producto de la fusión de dos o más cartas auténticas de Pablo. Una vez eliminado el texto de esta carta interpolada y comparadas las dos cartas, Murphy-O'Connor afirma que esta objeción se «debilita drásticamente», y concluye: «Los argumentos contra la autenticidad de 2 Tesalonicenses son tan débiles que es preferible aceptar la adscripción tradicional de la carta a Pablo.»: 111 
Los que creen que Pablo fue el autor de 2 Tesalonicenses también señalan cómo Pablo llamó la atención sobre la autenticidad de la carta firmándola él mismo: «Yo, Pablo, escribo este saludo con mi propia mano, que es como escribo en todas las cartas." Bruce Metzger escribe: «Pablo llama la atención sobre su firma, que fue añadida por su propia mano como señal de autenticidad a cada una de sus cartas (3:17).»: 255  Mientras que algunos llaman la atención sobre este Versículo como un intento excesivo de un autor falsificador para convencer a sus lectores de autenticidad, algunos han observado una frase común paralela en el auténtico Gálatas 6:11.: 42  También se ha observado un paralelismo entre Cipriano, donde subraya en su novena epístola, ante el temor potencial de la circulación de una carta falsificada, que el examen del estilo de la firma debe servir para autentificar la carta: «examinad si tanto la escritura como la firma son vuestras y volved a escribirnos cuál es el asunto en verdad.: 44 
Otros estudiosos que sostienen la autenticidad son Gregory Beale, Gene L. Green, Ivor H Jones, Leon Morris, Ben Witherington III, Paul Foster, y Kretzmann. Según Leon Moris en 1986, la mayoría de los eruditos actuales en aquel momento seguían sosteniendo la autoría de Pablo en 2 Tesalonicenses.

### Oposición a la autenticidad
Al menos ya en 1798, cuando Johann Ernst Christian Schmidt publicó su opinión, se cuestionó la autoría de Pablo de esta epístola. Desafíos más recientes a esta creencia tradicional vinieron de estudiosos como William Wrede en 1903 y Alfred Loisy en 1933, que cuestionaron la opinión tradicional sobre la autoría.
En cuanto al argumento de Nicholl a favor de la autenticidad, por un lado, cabe señalar que al menos algunas cartas paulinas falsificadas se escribieron mucho después de una fecha que los eruditos modernos podrían considerar lo suficientemente temprana para que la carta se considerara paulina, como la Tercera epístola a los corintios, que se calcula que se escribió en torno a 160-170 d. C.; los falsificadores no estaban obligados a escribir cerca en el tiempo de los escritores a los que imitaban. Por otra parte, no está claro que un falsificador necesitara asegurarse de que su escrito no fuera contemporáneo de 1 Tesalonicenses si en realidad no estaba escribiendo la carta a Tesalónica; además, si Nicholls tiene razón al creer que 2 Tesalonicenses es auténtica, entonces Pablo en 2 Tesalonicenses 2:2 proporciona pruebas de que ya existían falsificaciones en su nombre en su propia vida, desacreditando su argumento de que los falsificadores se cuidarían de escribir lo suficientemente separados en el tiempo para asegurarse de que los contemporáneos no pudieran denunciar la falsificación.
En su libro Falsificado, el estudioso del Nuevo Testamento Bart D. Ehrman expone algunos de los argumentos más comunes contra la autenticidad de 2 Tesalonicenses. Por ejemplo, argumenta que los puntos de vista relativos a la Segunda Venida de Cristo expresados en 2 Tesalonicenses difieren tan llamativamente de los que se encuentran en 1 Tesalonicenses que no pueden haber sido escritos por el mismo autor.
Varios eruditos modernos coinciden con Ehrman en que 2 Tesalonicenses no fue escrita por Pablo sino por un asociado o discípulo después de su muerte. Entre los eruditos se incluyen Beverly Roberts Gaventa, Vincent Smiles, Udo Schnelle, Eugene Boring, y Joseph Kelly. Norman Perrin observa: «La mejor comprensión de 2 Tesalonicenses [...] es verla como una imitación deliberada de 1 Tesalonicenses, actualizando el pensamiento del apóstol». Perrin basa esta afirmación en su hipótesis de que la oración de la época solía tratar a Dios Padre como juez último, en lugar de a Jesús.

## Antecedentes
Tesalónica fue la segunda ciudad de Europa donde Pablo ayudó a crear una comunidad cristiana organizada. En algún momento después del envío de la primera carta, probablemente pronto, algunos de los tesalonicenses empezaron a preocuparse por si los que habían muerto participarían en la parusía. Esta carta se escribió en respuesta a esta preocupación. Se plantea entonces el problema, como señala Raymond Brown, de si esta carta es un escrito auténtico de Pablo o escrito por uno de sus seguidores en su nombre.
Si esta carta es auténtica, podría haber sido escrita poco después de la primera carta de Pablo a esta comunidad, o posiblemente años más tarde. Brown señala que Pablo «muy probablemente visitó Tesalónica varias veces en sus viajes a Macedonia». Sin embargo, si la carta no es auténtica, Brown señala que «en cierto modo la interpretación se vuelve más compleja». Brown cree que la mayoría de los eruditos que defienden la seudonimia la situarían hacia finales del siglo I, la misma época en que se escribió el Revelación. Estos eruditos hacen hincapié en la aparición de «ese hombre de pecado» en el segundo capítulo de esta carta, ya se identifique a este personaje con el Anticristo de 1 Juan y el Apocalipsis, o con un personaje histórico como Calígula.

## Contenido
.

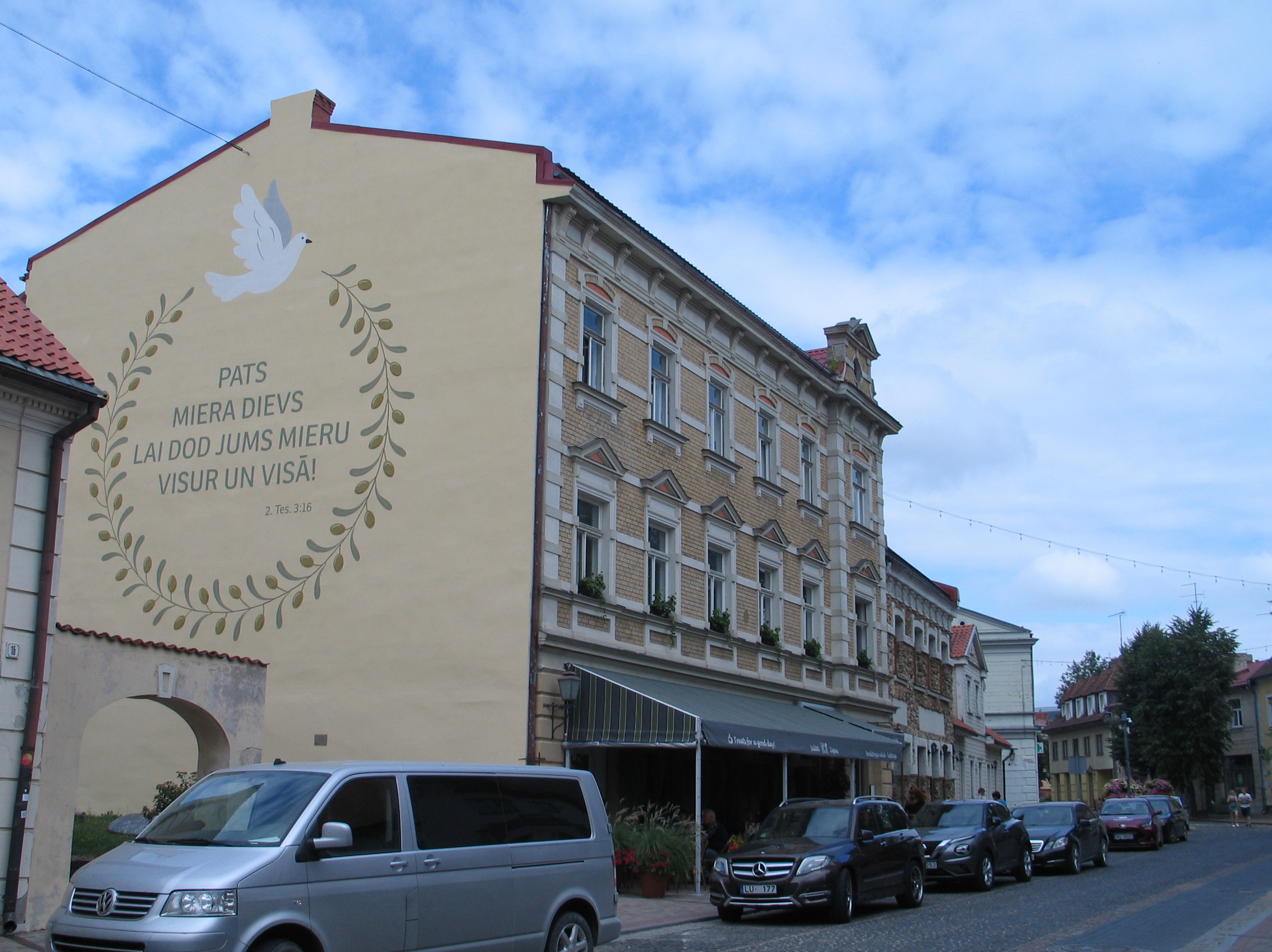
Cita de 2 Tesalonicenses 3:16 en una pared de Cēsis, Letonia (en español Nueva Versión Internacional: «Que el mismo Señor de la paz os dé la paz en todo tiempo y en todo lugar")

La opinión tradicional es que la segunda epístola a los tesalonicenses fue escrita probablemente desde Corinto no muchos meses después de la primera.
El comentarista bíblico y pastor John MacArthur escribe: «El énfasis está en cómo mantener una iglesia con un testimonio eficaz en respuesta adecuada a la escatología sana y la obediencia a la verdad. « 
Pablo abre la carta alabando a esta iglesia por su fidelidad y perseverancia ante la persecución:

Debemos dar siempre gracias a Dios por vosotros, hermanos, como es justo, porque vuestra fe se ha engrandecido grandemente, y el amor de cada uno de vosotros hacia los demás crece cada vez más; por lo tanto, nosotros mismos hablamos con orgullo de vosotros entre las iglesias de Dios por vuestra perseverancia y fe en medio de todas vuestras persecuciones y aflicciones que soportáis
2 Tesalonicenses, 1: 3-5 NASB

La carta contiene todo un capítulo sobre la segundo advenimiento de Cristo, entre otros temas e instrucciones.
Por lo que se deduce de 2:1-2, los tesalonicenses se enfrentaron a una falsa enseñanza, según la cual Cristo ya había regresado. Este error se corrige en el capítulo 2 (2:1-12), donde Pablo dice a los tesalonicenses que debe producirse una gran tribulación antes del regreso de Cristo. Visto que esta serie de acontecimientos aún no ha sucedido, su argumento dice que Cristo no puede haber regresado todavía. A continuación, expresa su agradecimiento porque sus lectores eran la electos de Dios, elegidos para la salvación y salvados por su gracia mediante la fe, y por tanto no susceptibles al engaño de la «Gran Apostasía», (2 Tesalonicenses 2:13-14) mencionada aquí por primera vez al igual que el «Katechon» (2 Tesalonicenses 2:6-7). 
En 2 Tesalonicenses 2:15, Pablo instruye a sus lectores a «[h]an de aferrarse a las tradiciones que les fueron enseñadas, ya sea de palabra o por carta nuestra».« Citando este Versículo, en su Sobre el Espíritu Santo, Basilio el Grande escribe: «Estas [tradiciones] han sido transmitidas de boca en boca por Pablo o por los otros apóstoles, sin que necesariamente hayan sido escritas,» y menciona la confesión de fe trinitaria como ejemplo de «tradición no escrita». Cirilo de Jerusalén comparte una opinión similar en sus Conferencias catequéticas, sostiene que las tradiciones enunciadas por Pablo deben conservarse y memorizarse, como mínimo en forma de Credo. En su homilía sobre este Versículo, Juan Crisóstomo diferencia la tradición oral de la tradición escrita. En esa época, la tradición oral ha sido definida como la «tradición» y la tradición escrita como la «Escritura», unidas entre sí en «la autenticidad de su origen apostólico». Everett Ferguson dice que la referencia de Pablo a la tradición implica que «lo que fue entregado era del Señor»,  y John Stott llama a la tradición (παράδοσις) «tradición apostólica». 
La carta continúa animando a la iglesia de Tesalónica a mantenerse firme en su fe, y a «apartarse de todo hermano que lleve una vida desordenada y no conforme a la tradición que recibisteis de nosotros [...] no os juntéis con él, para que sea avergonzado. Sin embargo, no lo consideréis enemigo, sino amonestadlo como a un hermano» (2 Tesalonicenses 3:6-7, 14-15).
Pablo termina esta carta diciendo: «Yo, Pablo, escribo este saludo de mi puño y letra, y este es un signo distintivo en toda carta; esta es mi forma de escribir. La gracia de nuestro Señor Jesucristo sea con todos vosotros» (2 Tesalonicenses 3:17-18). Macarthur escribe: «Pablo añadió una firma identificativa (cf. 1 Corintios 16:21; Colosenses 4:18) para que sus lectores pudieran estar seguros de que él era realmente el autor».

### Capítulo 2
- Tesalonicenses La existencia de epístolas paulinas pseudoepigráficas encuentra una curiosa confirmación en este pasaje y en esta epístola donde dice:

no os turbéis por epístola... como si fuera nuestra.

Para dar sentido a estas palabras es necesario presumir que por la comunidad de Tesalónica circulaba una falsa epístola de Pablo a la que se alude aquí. De ser así, Pablo estaría advirtiendo a los Tesalonicenses que fuesen cautos. Lo curioso es que hoy se presume que quién realiza esta advertencia era precisamente un falso Pablo. Sea cierto o no, se confirma la existencia de falsificaciones.